# Ólafur Ingi Skúlason
Ólafur Ingi Skúlason (Reykjavík, 1 april 1983) is een voormalig profvoetballer uit IJsland. Hij fungeerde als defensieve middenvelder en heeft zijn carrière geëindigd in 2021.

## Spelerscarrière
| seizoen | club               | land       | competitie          | Competitie/Beker/Europees | Competitie/Beker/Europees |
| seizoen | club               | land       | competitie          | Wed.                      | Dlp.                      |
| ------- | ------------------ | ---------- | ------------------- | ------------------------- | ------------------------- |
| 2000/01 | Fylkir Reykjavík   | IJsland    | Úrvalsdeild         | 6                         | 0                         |
| 2001/02 | Arsenal            | Engeland   | Premier League      | 0                         | 0                         |
| 2001/02 | → Fylkir Reykjavík | IJsland    | Úrvalsdeild         | 19                        | 1                         |
| 2002/03 | Arsenal            | Engeland   | Premier League      | 0                         | 0                         |
| 2002/03 | → Fylkir Reykjavík | IJsland    | Úrvalsdeild         | 16                        | 1                         |
| 2003/04 | Arsenal            | Engeland   | Premier League      | 1                         | 0                         |
| 2004/05 | Arsenal            | Engeland   | Premier League      | 0                         | 0                         |
| 2005/06 | Brentford FC       | Engeland   | Football League One | 2                         | 0                         |
| 2006/07 | Brentford FC       | Engeland   | Football League One | 13                        | 1                         |
| 2007/08 | Helsingborgs IF    | Zweden     | Allsvenskan         | 26                        | 1                         |
| 2008/09 | Helsingborgs IF    | Zweden     | Allsvenskan         | 9                         | 0                         |
| 2009/10 | Helsingborgs IF    | Zweden     | Allsvenskan         | 18                        | 0                         |
| 2009/10 | SønderjyskE        | Denemarken | Superligaen         | 13                        | 2                         |
| 2010/11 | SønderjyskE        | Denemarken | Superligaen         | 28                        | 1                         |
| 2011/12 | SV Zulte Waregem   | België     | Jupiler Pro League  | 14                        | 1                         |
| 2012/13 | SV Zulte Waregem   | België     | Jupiler Pro League  | 30                        | 1                         |
| 2013/14 | SV Zulte Waregem   | België     | Jupiler Pro League  | 46                        | 4                         |
| 2014/15 | SV Zulte Waregem   | België     | Jupiler Pro League  | 32                        | 2                         |
| 2015/16 | Genclerbirligi SK  | Turkije    | Süper Lig           | 26                        | 0                         |
| 2016/17 | Karabükspor        | Turkije    | Süper Lig           | 25                        | 2                         |
| 2017/18 | Karabükspor        | Turkije    | Süper Lig           | 18                        | 1                         |
| 2018    | Fylkir Reykjavík   | IJsland    | Úrvalsdeild         | 8                         | 0                         |
| 2019    | Fylkir Reykjavík   | IJsland    | Úrvalsdeild         | 24                        | 3                         |
| 2020    | Fylkir Reykjavík   | IJsland    | Úrvalsdeild         | 15                        | 2                         |
| Totaal  | Totaal             | Totaal     | Totaal              | 389                       | 23                        |

1 Bostyn ·
3 Tanghe ·
4 Lemoine ·
7 Challouk ·
8 Rommens ·
9 Vossen  ·
10 Ablo Traoré ·
11 Gavriel ·
14 Barkarson ·
17 Diop ·
18 Tambedou ·
19 Nyssen ·
20 Hedl ·
21 Nnadi ·
22 Opoku ·
23 Van der Gouw ·
24 Erenbjerg ·
27 Diabaté ·
31 Willen ·
42 Dobbels ·
47 Labie ·
50 Van Damme ·
55 Cappelle ·
59 Demuynck ·
64 Sergeant ·
Coach: Vandenbroeck
1 Hannes Þór ·
2 Birkir Már ·
3 Samúel Kári ·
4 Albert ·
5 Sverrir Ingi ·
6 Ragnar ·
7 Jóhann Berg ·
8 Birkir ·
9 Björn Bergmann ·
10 Gylfi ·
11 Alfreð ·
12 Schram ·
13 Rúnar Alex ·
14 Kári ·
15 Hólmar Örn ·
16 Ólafur Ingi ·
17 Aron  ·
18 Hörður Björgvin ·
19 Rúrik ·
20 Emil ·
21 Arnór Ingvi ·
22 Jón Daði ·
23 Ari Freyr ·
Coach: Heimir